# Salvador Benedicto
Salvador Benedicto is een gemeente in de Filipijnse provincie Negros Occidental. Bij de laatste census in 2007 had de gemeente bijna 23 duizend inwoners.

## Geografie

### Bestuurlijke indeling
Salvador Benedicto is onderverdeeld in de volgende 7 barangays:
| - Bago - Bagong Silang - Bunga - Igmaya-an | - Kumaliskis - Pandanon - Pinowayan |

## Demografie
Salvador Benedicto had bij de census van 2007 een inwoneraantal van 22.979 mensen. Dit zijn 5.720 mensen (33,1%) meer dan bij de vorige census van 2000. De gemiddelde jaarlijkse groei komt daarmee uit op 4,03%, hetgeen hoger is dan het landelijk jaarlijks gemiddelde over deze periode (2,04%). Vergeleken met de census van 1995 is het aantal mensen met 5.344 (30,3%) toegenomen.